# ヴォート語
ヴォート語（ヴォートご、ボート語、vađđa ceeli [ˈvɑdʲːɑ ˈt͡ɕeːlʲi] または maa ceeli [ˈmɑːˌt͡ɕeːlʲi]（vaďďa tšeeli, maatšeeliとも表記する）、英語: Votic または Votian ）は、ウラル語族に属する言語である。
話者はイングリアに居住するヴォート人の人々である。

## 言語名別称
- ヴォティック語
- ヴォト語
- ウォート語

## 方言
- West Vod (vot-wes)
- East Vod (vot-eas)